# Schieß-Europameisterschaften 25/50/300 Meter 2024
Die ESC Schieß-Europameisterschaften 25 Meter/50 Meter/300 Meter 2024, fanden vom 20. Mai bis 8. Juni 2024 in Osijek, Kroatien für die Disziplinen Gewehr und Pistole auf die 25-Meter-, 50-Meter- und 300-Meter-Distanz statt.

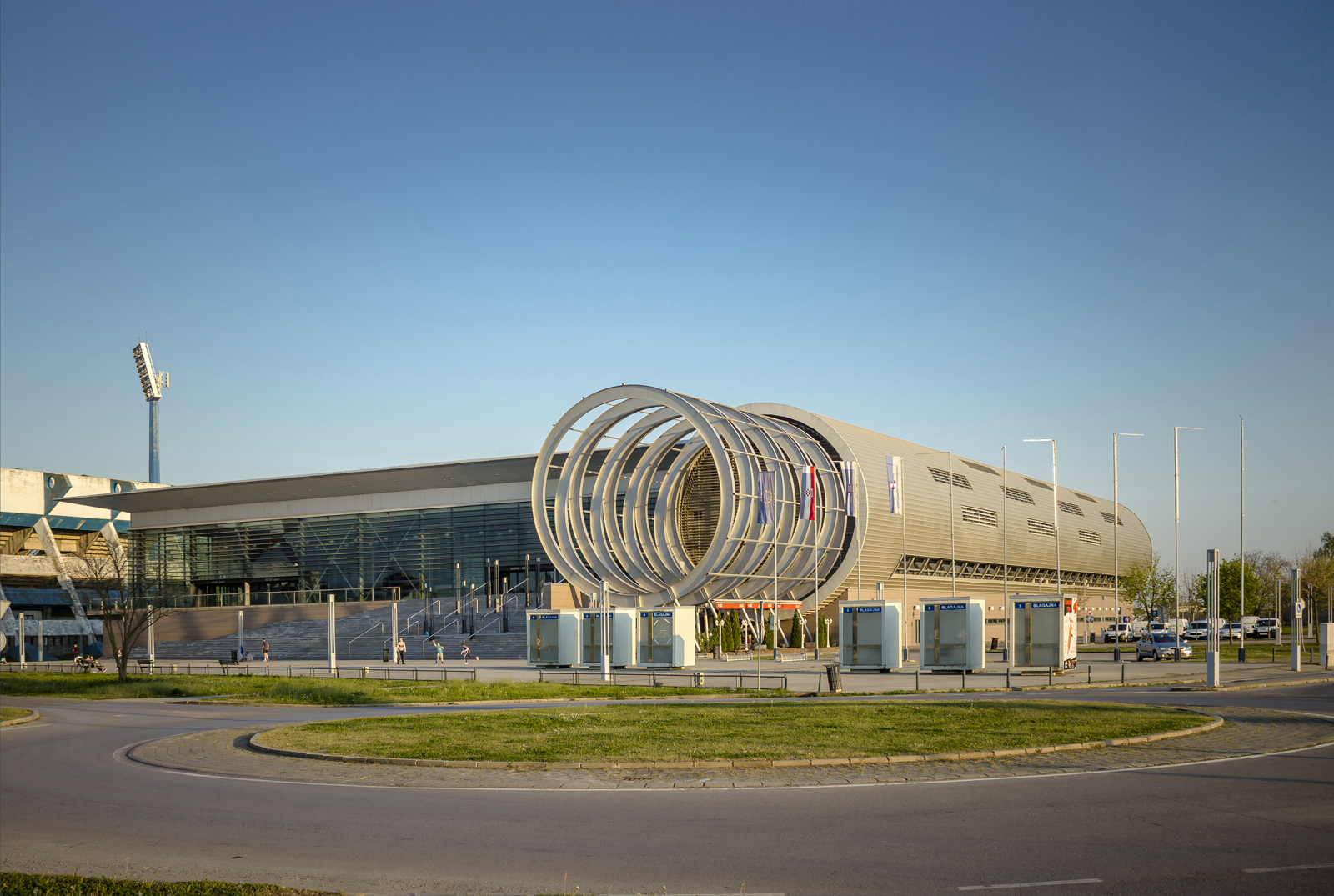
Der Veranstaltungsort der Europameisterschaften: die Sports hall Gradski Vrt in Osijek

## Ergebnisse
Die Ergebnisse für Offene Wettbewerbe können von Teams unterschiedlicher Geschlechter erzielt werden.

### Erwachsene

#### Gewehr
| Wettbewerb                                      | Gold                                                            | Gold         | Silber                                                            | Silber   | Bronze                                                              | Bronze   |
| Männer                                          |                                                                 |              |                                                                   |          |                                                                     |          |
| ----------------------------------------------- | --------------------------------------------------------------- | ------------ | ----------------------------------------------------------------- | -------- | ------------------------------------------------------------------- | -------- |
| 50 m Kleinkaliber Dreistellungskampf            | Jon-Hermann Hegg                                                | 462,3        | Serhij Kulisch                                                    | 461,1    | Patrik Jany                                                         | 450,2    |
| 50 m Kleinkaliber Dreistellungskampf Mannschaft | NorwegenJon-Hermann Hegg Henrik Larsen Ole Martin Halvorsen     | 1772-160x    | FrankreichRomain Aufrère Lucas Kryzs Michael Dhalluin             | 1765-89x | ÖsterreichAndreas Thum Alexander Schmirl Patrick Diem               | 1763-93x |
| 50 m Kleinkaliber Dreistellungskampf Trio       | TschechienPetr Nymburský Filip Nepejchal Jiří Přívratský        | 16           | SlowakeiStefan Sulek Ondrej Holko Patrik Jany                     | 4        | SerbienMilenko Sebić Milutin Stefanović Marko Ivanović              | 16 (10)  |
| 50 m Kleinkaliber liegend                       | Patrik Jany                                                     | 628,8        | Jon Thor Sigurdsson                                               | 627,0    | Jesper Johansson                                                    | 627,0    |
| 50 m Kleinkaliber liegend Mannschaft            | SlowakeiPatrik Jany Stefan Sulek Ondrej Holko                   | 1876,4       | TschechienJiří Přívratský Petr Nymburský Filip Nepejchal          | 1871,0   | NorwegenJon-Hermann Hegg Jesper Johansson Ole Martin Halvorsen      | 1869,9   |
| 300 m Gewehr Dreistellungskampf                 | Peter Sidi                                                      | 593 WR/ER    | Bernhard Pickl                                                    | 588      | Gilles Vincent Dufaux                                               | 585      |
| 300 m Gewehr Dreistellungskampf Mannschaft      | SchweizGilles Vincent Dufaux Pascal Bachmann Simon Maag         | 1745-67x     | ÖsterreichBernhard Pickl Patrick Diem Tobias Mair                 | 1741-65x | FinnlandSebastian Langstrom Riku Tapio Koskela Juho Autio           | 1731-50x |
| 300 m Gewehr Dreistellungskampf Trio            | SchweizPascal Bachmann Gilles Vincent Dufaux Simon Maag         | 17           | ÖsterreichBernhard Pickl Patrick Diem Tobias Mair                 | 9        | PolenAndrzej Burda Rafal Lukaszyk Daniel Romańczyk                  | 16 (14)  |
| 300 m Gewehr liegend                            | Rajmond Debevec                                                 | 598          | Alexander Schmirl                                                 | 596      | Peter Sidi                                                          | 596      |
| 300 m Gewehr liegend Mannschaft                 | SchweizPascal Bachmann Gilles Vincent Dufaux Simon Maag         | 1783-97x     | ÖsterreichAlexander Schmirl Bernhard Pickl Patrick Diem           | 1779-99x | SchwedenKarl Olsson Andreas Jansson Johan Gustafsson                | 1773-83x |
| Frauen                                          |                                                                 |              |                                                                   |          |                                                                     |          |
| 50 m Kleinkaliber Dreistellungskampf            | Chiara Leone                                                    | 463,5        | Julia Ewa Piotrowska                                              | 460,8    | Emely Jaeggi                                                        | 450,7    |
| 50 m Kleinkaliber Dreistellungskampf Mannschaft | SchweizChiara Leone Emely Jaeggi Nina Christen                  | 1773-112x    | NorwegenJeanette Hegg Duestad Jenny Stene Mari Baardseng Loevsetz | 1765-97x | PolenJulia Ewa Piotrowska Natalia Kochanska Aleksandra Anna Pietruk | 1760-88x |
| 50 m Kleinkaliber Dreistellungskampf Trio       | SchweizChiara Leone Emely Jaeggi Nina Christen                  | 17           | NorwegenJeanette Hegg Duestad Jenny Stene Mari Baardseng Loevsetz | 13       | PolenJulia Ewa Piotrowska Natalia Kochanska Aleksandra Anna Pietruk | 16 (14)  |
| 50 m Kleinkaliber liegend                       | Sara Karasova                                                   | 629,7        | Darya Chuprys                                                     | 628,8    | Jenny Stene                                                         | 628,5    |
| 50 m Kleinkaliber liegend Mannschaft            | TschechienSara Karasova Veronika Blažíčková Katerina Štefanková | 1881,4 WR/ER | NorwegenJenny Stene Jeanette Hegg Duestad Mari Baardseng Loevseth | 1876,7   | SchweizChiara Leone Anja Senti Sarina Hitz                          | 1870,7   |
| 300 m Gewehr Dreistellungskampf                 | Agathe Girard                                                   | 589          | Karolina Romanczyk                                                | 589      | Katrine Lund                                                        | 588      |
| 300 m Gewehr Dreistellungskampf Mannschaft      | NorwegenKatrine Lund Jenny Vatne Oda Flikkerud                  | 1745-62x     | SchweizSilvia Guignard-Schnyder Sarina Hitz Anja Senti            | 1731-53x | PolenKarolina Romanczyk Sylwia Bogacka Paula Wronska                | 1728-42x |
| 300 m Gewehr Dreistellungskampf Trio            | NorwegenKatrine Lund Jenny Vatne Oda Flikkerud                  | 16           | SchweizSilvia Guignard-Schnyder Sarina Hitz Anja Senti            | 14       | EstlandLiudmila Kortshagina Katrin Smirnova Anzela Voronova         | 16 (8)   |
| 300 m Gewehr liegend                            | Charlotte Jakobsen                                              | 595          | Anzela Voronova                                                   | 595      | Karina Kotkas                                                       | 594      |
| 300 m Gewehr liegend Mannschaft                 | SchweizAnja Senti Sarina Hitz Silvia Guignard-Schnyder          | 1773-90x     | EstlandAnzela Voronova Karina Kotkas Liudmilla Kortshagina        | 1762-73x | PolenKarolina Romanczyk Paula Wronska Sylwia Bogacka                | 1750-55x |
| Mixed                                           |                                                                 |              |                                                                   |          |                                                                     |          |
| 50 m Kleinkaliber Dreistellungskampf            | Daria Dudka Serhiy Kulish                                       | 17           | Mari Bardseng Henrik Larsen                                       | 15       | Nina Chriten Christoph Dürr                                         | 16 (10)  |
| 50 m Kleinkaliber liegend                       | Daniela Pešková Ondrej Holko                                    | 17           | Veronika Blažíčková Petr Nymbursky                                | 9        | Miroslava Kyselova Stefan Sulek                                     | 16 (12)  |
| 300 m Gewehr Dreistellungskampf                 | Elin Ahlin Karl Olsson                                          | 17           | Silvia Guignard Schnyder Pascal Bachmann                          | 11       | Jasmin Kitzbichler Bernhard Pickl                                   | 16 (10)  |
| 300 m Gewehr liegend                            | Elin Ahlin Karl Olsson                                          | 17           | Karolina Romanczyk Daniel Romańczyk                               | 11       | Charlotte Jakobsen Carsten Brandt                                   | 16 (14)  |
| Offene Wettbewerbe                              |                                                                 |              |                                                                   |          |                                                                     |          |
| 300 m Standardgewehr                            | Bernhard Pickl                                                  | 591 ER       | Silvia Guignard-Schnyder                                          | 590      | Karl Olsson                                                         | 588      |

#### Pistole
| Wettbewerb                          | Gold                                                   | Gold     | Silber                                                         | Silber   | Bronze                                                                | Bronze   |
| Männer                              |                                                        |          |                                                                |          |                                                                       |          |
| ----------------------------------- | ------------------------------------------------------ | -------- | -------------------------------------------------------------- | -------- | --------------------------------------------------------------------- | -------- |
| 25 m Schnellfeuerpistole            | Maksym Horodynez                                       | 31       | Riccardo Mazzetti                                              | 28       | Christian Reitz                                                       | 26       |
| 25 m Schnellfeuerpistole Mannschaft | DeutschlandChristian Reitz Oliver Geis Florian Peter   | 1751-69x | UkraineMaksym Horodynez Wolodymyr Pasternak Pawlo Korostyljow  | 1740-66x | ItalienRiccardo Mazzetti Massimo Spinella Andrea Morassut             | 1736-61x |
| 25 m Schnellfeuerpistole Trio       | DeutschlandChristian Reitz Oliver Geis Florian Peter   | 17       | UkraineMaksym Horodynez Wolodymyr Pasternak Denys Kuschnirow   | 11       | TschechienMatej Rampula Antonin Tupy Tomáš Těhan                      | 16 (6)   |
| Frauen                              |                                                        |          |                                                                |          |                                                                       |          |
| 25 m Pistole                        | Camille Jedrzejewski                                   | 33       | Doreen Vennekamp                                               | 32       | Aliaksandra Piatrova                                                  | 25       |
| 25 m Pistole Mannschaft             | DeutschlandJosefin Eder Doreen Vennekamp Monika Karsch | 1756-58x | FrankreichCamille Jedrzejewski Mathilde Lamolle Heloise Fourre | 1746-62x | UngarnVeronika Major Miriam Jako Renata Sike                          | 1741-61x |
| 25 m Pistole Trio                   | DeutschlandJosefin Eder Doreen Vennekamp Monika Karsch | 16       | UngarnVeronika Major Miriam Jako Renata Sike                   | 12       | BulgarienAntoaneta Kostadinova Miroslawa Mintschewa Lidija Nentschewa | 17 (13)  |
| Mixed                               |                                                        |          |                                                                |          |                                                                       |          |
| 25 m Schnellfeuerpistole            | Julija Korostyljowa Maksym Horodynez                   | xxx      | Anastasiia Nimets Wolodymyr Pasternak                          | xxx      | Lidija Nentschewa Stoyan Pushkov                                      | xxx      |
| Offene Wettbewerbe                  |                                                        |          |                                                                |          |                                                                       |          |
| 25 m Zentralfeuerpistole            | Martin Bolek                                           | 583 ER   | Ruslan Lunev                                                   | 582      | Tomáš Těhan                                                           | 577      |
| 25 m Standardpistole                | Kevin Chapon                                           | 578      | Veronika Major                                                 | 574      | Ruslan Lunev                                                          | 570      |
| 50 m Pistole                        | Emils Vasermanis                                       | 565 ER   | Lauris Strautmanis                                             | 557      | Oleh Omelchuk                                                         | 550      |

### Juniorinnen und Junioren

#### Gewehr
| Wettbewerb                                      | Gold                                                                   | Gold           | Silber                                                  | Silber   | Bronze                                                                 | Bronze   |
| Junioren                                        |                                                                        |                |                                                         |          |                                                                        |          |
| ----------------------------------------------- | ---------------------------------------------------------------------- | -------------- | ------------------------------------------------------- | -------- | ---------------------------------------------------------------------- | -------- |
| 50 m Kleinkaliber Dreistellungskampf            | Michal Chojnowski                                                      | 457,1          | Wiktor Sajdak                                           | 453,5    | Patrick Entner                                                         | 443,4    |
| 50 m Kleinkaliber Dreistellungskampf Mannschaft | PolenWiktor Sajdak Michal Chojnowski Jakub Goliszek                    | 1745-67x       | ÖsterreichPatrick Entner Kevin Weiler Kiano Waibel      | 1732-75x | NorwegenEven Olai Enger Throndsen Vebjoern Grimsrud Jens Olsrud Oestli | 1729-72x |
| 50 m Kleinkaliber Dreistellungskampf Trio       | NorwegenEven Olai Enger Throndsen Vebjoern Grimsrud Jens Olsrud Oestli | 16             | UkraineIvan Tkalenko Oleksii Viatchin Danylo Hrynyk     | 4        | DeutschlandAlexander Karl Justus Ott Nils Palberg                      | 16 (10)  |
| 50 m Kleinkaliber liegend                       | Wiktor Sajdak                                                          | 627,0          | Andras Denes                                            | 625,2    | Moritz Faltinat                                                        | 625,1    |
| 50 m Kleinkaliber liegend Mannschaft            | DeutschlandMoritz Faltinat Justus Ott Alexander Karl                   | 1781,2 ERJ/WRJ | UngarnAndras Denes Ferenc Török Aron Racz               | 1863,6   | PolenWiktor Sajdak Jakub Goliszek Michal Chojnowski                    | 1862,6   |
| Juniorinnen                                     |                                                                        |                |                                                         |          |                                                                        |          |
| 50 m Kleinkaliber Dreistellungskampf            | Caroline Finnestad Lund                                                | 457,0          | Hana Strakusek                                          | 456,5    | Maja Magdalena Gawenda                                                 | 444,8    |
| 50 m Kleinkaliber Dreistellungskampf Mannschaft | DeutschlandHannah Wehren Nele Stark Anna Marie Beutler                 | 1748-77x       | SerbienEmilija Ponjavic Anja Knezevic Aleksandra Havran | 1739-70x | NorwegenPernille Nor-Woll Caroline Finnestad Lund Martine Sve          | 1738-90x |
| 50 m Kleinkaliber Dreistellungskampf Trio       | SerbienEmilija Ponjavic Anja Knezevic Aleksandra Havran                | 16             | DeutschlandHannah Wehren Nele Stark Anna Marie Beutler  | 14       | NorwegenPernille Nor-Woll Caroline Finnestad Lund Martine Sve          | 16 (6)   |
| 50 m Kleinkaliber liegend                       | Hannah Wehren                                                          | 626,7          | Caroline Finnestad Lund                                 | 625,6    | Martine Sve                                                            | 623,3    |
| 50 m Kleinkaliber liegend Mannschaft            | NorwegenCaroline Finnestad Lund Martine Sve Pernille Nor-Woll          | 1871,0 ERJ/WRJ | DeutschlandHannah Wehren Nele Stark Franziska Driessen  | 1864,6   | EstlandMarleen Riisaar Anastassia Olewicz Susanna Sule                 | 1853,5   |
| Mixed                                           |                                                                        |                |                                                         |          |                                                                        |          |
| 50 m Kleinkaliber Dreistellungskampf            | Hannah Wehren Nils Palberg                                             | 16             | Anna Marie Beutler Justus Ott                           | 4        | Aleksandra Havran Aleksa Rakonjac                                      | 16 (8)   |
| 50 m Kleinkaliber liegend                       | Pernille Nor-Woll Jens Olsrud Oestli                                   | 16             | Wilhelmina Woskowiak Jakub Goliszek                     | 6        | Maja Magdalena Gawenda Wiktor Sajdak                                   | 17 (13)  |

#### Pistole
| Wettbewerb                          | Gold                                                                 | Gold     | Silber                                                               | Silber   | Bronze                                                                      | Bronze   |
| Junioren                            |                                                                      |          |                                                                      |          |                                                                             |          |
| ----------------------------------- | -------------------------------------------------------------------- | -------- | -------------------------------------------------------------------- | -------- | --------------------------------------------------------------------------- | -------- |
| 25 m Schnellfeuerpistole            | Matteo Mastrovalerio                                                 | 27       | Herve-Louis Le Guellaff Dumas                                        | 26       | Yan Chesnel                                                                 | 20       |
| 25 m Schnellfeuerpistole Mannschaft | FrankreichYan Chesnel Theo Moczko Arnaud Gamaleri                    | 1725-48x | PolenTomasz Jędraszczyk Ivan Rakitski Stanislaw Franciszeh Nowosadko | 1699-43x | DeutschlandFiete Kühn Leonhard Kunzlmann Tim Krauzpaul                      | 1662-20x |
| 25 m Schnellfeuerpistole Trio       | PolenStanislaw Franciszeh Nowosadko Ivan Rakitski Tomasz Jędraszczyk | 16       | DeutschlandFiete Kühn Leonhard Kunzlmann Tim Krauzpaul               | 2        | UkraineVladyslav Medushevskyi Oleksii Tsion Timur Pidhornyi                 | 17 (15)  |
| 25 m Pistole                        | Wiktor Lukasz Kopiwoda                                               | 582      | Matteo Mastrovalerio                                                 | 580      | Theo Moczko                                                                 | 576      |
| 25 m Pistole Mannschaft             | PolenWiktor Lukasz Kopiwoda Tomasz Jędraszczyk Ivan Rakitski         | 1722-42x | TschechienMartin Cunda Vaclav Skorpil Filip Cupka                    | 1717-43x | ItalienMatteo Mastrovalerio Martino Gentilini Luca Arrighi                  | 1706-42x |
| Juniorinnen                         |                                                                      |          |                                                                      |          |                                                                             |          |
| 25 m Pistole                        | Alise Dvariske                                                       | 23       | Alice Rocco                                                          | 22       | Alice Marie Ambrosini                                                       | 19       |
| 25 m Pistole Mannschaft             | KroatienLana Spirelja Anna Cukusic Marija Maglica                    | 1683-42x | UkraineViliena Bevz Yuliia Didenko Polina Zaichenko                  | 1675-26x | DeutschlandLydia Vetter Franziska Thürmer Ronja Gmeinder                    | 1658-33x |
| 25 m Pistole Trio                   | UkraineViliena Bevz Yuliia Didenko Polina Zaichenko                  | 17       | KroatienAnna Cukusic Marija Maglica Lana Spirelja                    | 15       | NorwegenAne Bjorkas Torgersen Tiril Fredrikke Schuller Emmeline Ekrem Bryhn | 21 (19)  |
| Mixed                               |                                                                      |          |                                                                      |          |                                                                             |          |
| 25 m Pistole                        | Viliena Bevz Vladyslav Medushevskyi                                  | 17       | Ane Bjorkas Torgersen Hans Wang Noestvold                            | 15       | Yuliia Didenko Oleksii Tsion                                                | 16 (2)   |
| Offene Wettbewerbe                  |                                                                      |          |                                                                      |          |                                                                             |          |
| 25 m Standardpistole                | Theo Moczko                                                          | 559 ERJ  | Martin Cunda                                                         | 559 ERJ  | Matteo Mastrovalerio                                                        | 556      |
| 50 m Pistole                        | Matteo Mastrovalerio                                                 | 551ERJ   | Christian Sternbrink                                                 | 539      | Maksym Kaminskyy                                                            | 535      |

## Medaillenspiegel
| Platz  | Land                           | Gold | Silber | Bronze | Gesamt |
| ------ | ------------------------------ | ---- | ------ | ------ | ------ |
| 01     | Norwegen                       | 8    | 6      | 8      | 22     |
| 02     | Deutschland                    | 8    | 5      | 5      | 18     |
| 03     | Schweiz                        | 7    | 4      | 5      | 16     |
| 04     | Polen                          | 6    | 6      | 8      | 20     |
| 05     | Ukraine                        | 5    | 6      | 4      | 15     |
| 06     | Frankreich                     | 5    | 3      | 2      | 10     |
| 07     | Slowakei                       | 4    | 1      | 2      | 7      |
| 08     | Tschechien                     | 3    | 4      | 2      | 9      |
| 09     | Italien                        | 2    | 3      | 3      | 8      |
| 10     | Schweden                       | 2    | 1      | 3      | 6      |
| 11     | Lettland                       | 2    | 1      | —      | 3      |
| 12     | Österreich                     | 1    | 6      | 3      | 10     |
| 13     | Serbien                        | 1    | 1      | 2      | 4      |
| 14     | Kroatien                       | 1    | 1      | —      | 2      |
| 14     | Slowenien                      | 1    | 1      | —      | 2      |
| 16     | Dänemark                       | 1    | —      | 1      | 2      |
| 16     | Rumänien                       | 1    | —      | 1      | 2      |
| 18     | Ungarn                         | —    | 4      | 1      | 5      |
| 19     | Estland                        | —    | 2      | 3      | 5      |
| 20     | Individuelle Neutrale Athleten | —    | 1      | 1      | 2      |
| 20     | Aserbaidschan                  | —    | 1      | 1      | 2      |
| 22     | Island                         | —    | 1      | —      | 1      |
| 23     | Bulgarien                      | —    | —      | 2      | 2      |
| 24     | Finnland                       | —    | —      | 1      | 1      |
| Gesamt | Gesamt                         | 58   | 58     | 58     | 174    |